# Il mistero della camera gialla (film 1919)
Il mistero della camera gialla (The Mystery of the Yellow Room) è un film muto del 1919 sceneggiato, prodotto e diretto da Émile Chautard. Una delle numerose versioni cinematografiche e televisive del romanzo Le Mystère de la chambre jaune (1908) di Gaston Leroux.
Fu il primo lavoro come aiuto regista di Josef von Sternberg che esordirà nella regia qualche anno più tardi, diventando in seguito uno dei cineasti più importanti della storia del cinema.
Chautard (nato e vissuto a lungo in Francia, dove aveva iniziato la sua carriera di regista) ne aveva già girato una prima versione francese nel 1913 per l'Éclair.

## Trama
Benché sia innamorata di Robert Darzac, Mathilde sceglie di restare a lavorare accanto al padre, il professor Stangerson, preso nei suoi esperimenti di laboratorio. Una sera, alla vigilia dell'annuncio del fidanzamento tra lei e Darzac, Mathilde lascia il padre in laboratorio e si chiude nella sua stanza, quella adiacente, chiamata la camera gialla. Poco dopo, Stangerson sente le urla della figlia e alcuni spari. Entrato nella stanza, chiusa a chiave, vede riverso il corpo della donna, mentre a terra regna il disordine.
Le indagini sono condotte da Frederic Larsan, celebre detective della polizia, e seguite da Rouletabille, un giovanissimo reporter cui è stato affidato il caso. Subito la faccenda si rivela misteriosa. La stanza, da cui sono stati rubati anche alcuni documenti, aveva la porta chiusa a chiave e le finestre erano sbarrate dall'interno e munite di persiane di ferro. Dell'assalitore, però non c'è traccia.
Nel corso delle indagini, viene ucciso il guardiacaccia di Stangerson e, dei delitti, viene incolpato Darzac, il fidanzato di Mathilde. L'uomo si rifiuta di spiegare alcune sue azioni che lo compromettono ma, Rouletabille riuscirà a scagionarlo: negli Stati Uniti ha scoperto il bandolo di una ingarbugliata matassa che riguarda Mathilde e un suo ex pretendente che lei, anni prima, aveva sposato in segreto perché Stangerson si opponeva al loro matrimonio. Il giornalista mette con le spalle al muro proprio Larsen, il detective, smascherandolo: è lui il misterioso marito, è lui l'assalitore, è lui, infine, l'assassino del guardiacaccia.

## Produzione
Il film fu prodotto dall'Emile Chautard Pictures Corp. per Mayflower Photoplay Company.
Nella sua autobiografia Fun in a Chinese Laundry pubblicata nel 1965, Sternberg racconta che lavorò come assistente di Chautard e che il regista francese gli permise di girare alcune scene.

## Distribuzione
Il film ebbe due copyright: il primo fu richiesto dalla Mayflower Photoplay Corp. e registrato il 18 ottobre, il secondo richiesto dalla Realart Pictures Corp. con il numero LU14489 e registrato il 30 ottobre 1919 con il numero LP14420.
Distribuito dalla Realart Pictures, il film uscì nelle sale cinematografiche statunitensi il 19 ottobre 1919.
Copie della pellicola si trovano conservate nella Cinémathèque française di Parigi e nella Cineteca Italiana di Milano.